# Carlos Morales Santos
Carlos Morales Santos (Asunción, Paraguay, 11 de abril de 1968) es un exfutbolista paraguayo jugaba como delantero. Jugó en distintos clubes de Paraguay, Argentina, Chile y México y jugó con la Selección Paraguaya el Mundial 1998, donde solo jugó un partido y fue en el debut de su selección ante su similar de Bulgaria. Actualmente se encuentra radicado en Argentina, donde jugó casi toda su carrera.
Es el hermano mayor de Ángel Matute Morales, también exfutbolista.

## Clubes

### Como jugador
| Club                           | País      | Año       |
| ------------------------------ | --------- | --------- |
| Guaraní                        | Paraguay  | 1985-1988 |
| Independiente                  | Argentina | 1988-1991 |
| Universidad de Chile           | Chile     | 1991-1992 |
| Gimnasia y Esgrima de La Plata | Argentina | 1993      |
| Newell's Old Boys              | Argentina | 1993-1994 |
| Gimnasia y Esgrima de Jujuy    | Argentina | 1995-1999 |
| Colón                          | Argentina | 1999-2001 |
| Tampico Madero                 | México    | 2002      |
| Gimnasia y Esgrima de Jujuy    | Argentina | 2002-2003 |
| Racing de Córdoba              | Argentina | 2003-2004 |
| San Martín de Tucumán          | Argentina | 2004-2006 |
| Central Norte                  | Argentina | 2006      |

### Como entrenador
| Club                        | País      | Año           |
| --------------------------- | --------- | ------------- |
| Tiro y Gimnasia             | Argentina | 2013-2015     |
| Talleres de Perico          | Argentina | 2016-2017     |
| Gimnasia y Esgrima de Jujuy | Argentina | 2018-2019     |
| Club Atlético San Pedro     | Argentina | 2024-presente |

## Selección nacional

### Participaciones en Copas del Mundo
| Mundial              | Sede    | Resultado        |
| -------------------- | ------- | ---------------- |
| Copa Mundial de 1998 | Francia | Octavos de final |